# Centemero
Centemero è una frazione del comune italiano di Costa Masnaga posta a sud del centro abitato verso Tabiago ed in prossimità dello svincolo della strada statale 36.

## Storia
Centemero fu un antico comune del Milanese.
Registrato agli atti del 1751 come un villaggio di 171 abitanti, nel 1786 entrò per un quinquennio a far parte della Provincia di Como, per poi cambiare continuamente i riferimenti amministrativi nel 1791, nel 1797 e nel 1798.
Portato definitivamente sotto Como nel 1801, alla proclamazione del Regno d'Italia nel 1805 risultava avere 344 abitanti. Nel 1809 il municipio fu soppresso su risultanza di un regio decreto di Napoleone che lo unì per la prima volta a Tregolo, ma il Comune di Centemero fu restaurato nel 1816 dagli austriaci dopo il loro ritorno. Nel 1853 risultò essere popolato da 492 anime, salite a 657 nel 1861. La definitiva soppressione del municipio fu decisa da un decreto di Vittorio Emanuele II nel 1870 seguendo l'antico modello napoleonico, unendo nuovamente l'abitato a Tregolo nella rinata Costa Masnaga.